# Imma mackwoodii
Imma mackwoodii is een vlinder uit de familie van de Immidae. De wetenschappelijke naam van de soort is voor het eerst geldig gepubliceerd in 1887 door Frederic Moore.